# بليك آدامز
بليك آدامز (بالإنجليزية: Blake Adams)‏ هو لاعب غولف أمريكي، ولد في 27 أغسطس 1975 في برتلسفيل في الولايات المتحدة.

## وصلات خارجية
- بليك آدامز على موقع رابطة لاعبي الغولف المحترفين (الإنجليزية)
- بليك آدامز على موقع التصنيف العالمي الرسمي للغولف (الإنجليزية)